# Cabinet Kramp-Karrenbauer III
Land de Sarre
Karrenbauer II Hans
Le cabinet Kramp-Karrenbauer III (en allemand : Kabinett Kramp-Karrenbauer III) est le gouvernement du Land de Sarre entre le 17 mai 2017 et le 1er mars 2018, durant la seizième législature du Landtag.

## Coalition et historique
Dirigé par la ministre-présidente chrétienne-démocrate sortante Annegret Kramp-Karrenbauer, ce gouvernement est constitué et soutenu par une « grande coalition » entre l'Union chrétienne-démocrate d'Allemagne (CDU) et le Parti social-démocrate d'Allemagne (SPD). Ensemble, ils disposent de 41 députés sur 51, soit 80,4 % des sièges du Landtag.
Il est formé à la suite des élections législatives régionales du 26 mars 2017.
Il succède donc au cabinet Kramp-Karrenbauer II, constitué et soutenu par une coalition identique.
Au cours du scrutin, alors que les sondages annonçaient la possibilité de former une « coalition rouge-rouge », la CDU arrive en tête et enregistre une progression de cinq sièges tandis que le SPD en perd un. Les chrétiens-démocrates ratent de deux mandats la majorité absolue au Landtag. Les sociaux-démocrates et Die Linke ne disposant pas ensemble d'un nombre suffisant de parlementaires pour constituer une nouvelle majorité et aucune force politique ne souhaitant s'allier avec l'Alternative pour l'Allemagne (AfD), la CDU et le SPD constituent ensemble une nouvelle grande coalition.
Kramp-Karrenbauer est investie pour un second mandat le 17 mai, six semaines après les élections, en rassemblant les 41 voix de sa majorité.
Annegret Kramp-Karrenbauer est élue secrétaire générale fédérale de la CDU le 26 février et démissionne de la direction du gouvernement de la Sarre le 1er mars, Tobias Hans est ainsi élu ministre-président est investi dans le cabinet Hans.

## Composition
- Les nouveaux ministres sont indiqués en gras, ceux ayant changé d'attributions en italique.

| Fonction                                                                                   | Titulaire | Titulaire                  | Parti |
| ------------------------------------------------------------------------------------------ | --------- | -------------------------- | ----- |
| Ministre-présidente Ministre de la Science, de la Recherche et de la Technologie           |           | Annegret Kramp-Karrenbauer | CDU   |
| Vice-ministre-président Ministre de l'Économie, du Travail, de l'Énergie et des Transports |           | Anke Rehlinger             | SPD   |
| Ministre des Finances et des Affaires européennes Ministre de la Justice                   |           | Stephan Toscani            | CDU   |
| Ministre de l'Intérieur, des Travaux publics et des Sports                                 |           | Klaus Bouillon             | CDU   |
| Ministre des Affaires sociales, de la Santé, des Femmes et de la Famille                   |           | Monika Bachmann            | CDU   |
| Ministre de l'Environnement et de la Protection des consommateurs                          |           | Reinhold Jost              | SPD   |
| Ministre de l'Éducation et de la Culture                                                   |           | Ulrich Commerçon           | SPD   |